# مدل‌های اقتصاد کلان
مدل کلان یک ابزار تحلیلی است که برای توصیف عملکرد مشکلات اقتصاد یک کشور یا منطقه طراحی شده است. این مدل‌ها معمولاً برای بررسی آمارهای مقایسه‌ای و پویایی مقادیر کل مانند کل کالاها و خدمات تولید شده، کل درآمد کسب شده، سطح اشتغال منابع تولیدی و سطح قیمت‌ها طراحی شده‌اند.
مدل‌های اقتصاد کلان ممکن است منطقی، ریاضی یا محاسباتی باشند. انواع مختلف مدل‌های اقتصاد کلان اهداف مختلفی را ارائه می‌دهد و مزایا و معایب مختلفی دارد. از مدل‌های اقتصاد کلان ممکن است برای روشن‌سازی و نشان دادن اصول اساسی نظری، برای آزمایش و مقایسهٔ مدل‌های کلان اقتصادی، برای پیش‌بینی اثرات تغییرات در سیاست‌های پولی، مالی یا سایر سیاست‌های کلان اقتصادی یا برای پیش‌بینی‌ها اقتصادی استفاده شوند؛ بنابراین، مدل‌های اقتصاد کلان به‌طور گسترده در آکادمی‌ها، سازمان‌های بین‌المللی، دولت‌ها و شرکت‌های بزرگ و مشاوران اقتصادی و اندیشکده‌ها مورد استفاده گسترده قرار می‌گیرند.

## انواع

### مدل‌های نظری ساده
توضیحات کتاب درسی ساده از اقتصاد کلان شامل تعداد معدود معادلات یا نمودارها، اغلب «مدل» نامیده می‌شوند. مثالها شامل مدل IS-LM و مدل Mundell-Fleming از اقتصاد کلان کینزی و مدل Solow نظریه رشد نئوکلاسیک است. این مدل‌ها دارای چندین ویژگی هستند. آنها بر اساس معادلات معادل چند متغیر ساخته شده‌اند که غالباً با نمودارهای ساده قابل توضیح است. بسیاری از این مدل‌ها ایستا هستند، اما برخی پویا هستند و اقتصاد را در دوره‌های زمانی زیادی توصیف می‌کنند. متغیرهایی که در این مدل‌ها ظاهر می‌شوند اغلب نشان دهنده کل کلان اقتصادی (مانند تولید ناخالص داخلی یا اشتغال کل) به جای متغیرهای انتخاب فردی است و در حالی که معادلات مربوط به این متغیرها برای توصیف تصمیمات اقتصادی در نظر گرفته شده‌است، آنها معمولاً مستقیماً توسط مدلهای جمع آورنده فرد حاصل نمی‌شوند. گزینه‌ها آنها به اندازه کافی ساده هستند که به عنوان نمونه‌هایی از نکات نظری در توضیحات مقدماتی ایده‌های کلان اقتصادی مورد استفاده قرار می‌گیرند. اما بنابراین کاربرد کمی برای پیش‌بینی، آزمایش یا ارزیابی سیاست معمولاً بدون تقویت ساختار ساختار مدل غیرممکن است.

### مدل‌های پیش‌بینی تجربی
در دهه ۱۹۴۰ و ۱۹۵۰، هنگامی که دولت‌ها جمع‌آوری داده‌های حسابداری از درآمد ملی و محصول را شروع کردند، اقتصاددانان برای توصیف پویایی مشاهده شده در داده‌ها، اقدام به ساخت مدل‌های کمی کردند. این مدل‌ها روابط بین متغیرهای کلان مختلف اقتصادی را با استفاده از (تحلیل عمدتاً خطی) سری زمانی تخمین زده‌اند. مانند مدل‌های نظری ساده‌تر، این مدل‌های تجربی روابط بین مقادیر کل را توصیف می‌کنند، اما بسیاری از آن‌ها سطح بسیار دقیق‌تری را مورد بررسی قرار دادند (برای مثال مطالعه روابط بین تولید، اشتغال، سرمایه‌گذاری و سایر متغیرها در بسیاری از صنایع مختلف). بنابراین، این مدل‌ها صدها یا هزاران معادله را شامل می‌شوند که تکامل صدها یا هزاران قیمت و مقدار را با گذشت زمان توصیف می‌کنند و کامپیوترها را برای حل آن‌ها ضروری می‌سازند. در حالی که انتخاب متغیرهایی که در هر معادله درج می‌شود تا حدودی توسط تئوری اقتصادی هدایت می‌شد (برای مثال، از جمله درآمد گذشته به عنوان یک عامل مصرف، همان‌طور که توسط تئوری انتظارات تطبیقی پیشنهاد شده‌است)، گنجاندن متغیر بیشتر در زمینه‌های صرفاً تجربی تعیین می‌شد.

#### نقد لوکاس از مدل‌های پیش‌بینی تجربی
مطالعات اقتصادسنجی دراوایل قرن بیستم نشان‌دهندهٔ همبستگی منفی بین تورم و بیکاری به نام منحنی فیلیپس است. مدل‌های پیش‌بینی کلان تجربی که مبتنی بر همان داده‌ها هستند، پیامدهای مشابهی دارند: آن‌ها پیشنهاد کردند که با افزایش دائمی تورم می‌توان بیکاری را کاهش داد. با این حال در سال ۱۹۶۸، میلتون فریدمن و ادموند فلپس استدلال کردند که این مبادله ظاهری توهمی بوده. آن‌ها ادعا کردند که رابطه تاریخی بین تورم و بیکاری به این دلیل است که قسمت‌های تورم گذشته تا حد زیادی غیرمنتظره بوده‌است. آن‌ها استدلال کردند که اگر مقامات پولی نرخ تورم را به‌طور دائم بالا ببرند، سرانجام کارگران و بنگاه‌ها این موضوع را می‌فهمند و در این مرحله اقتصاد به سطح بالاتر و بالاتر بیکاری خود بازمی‌گردد، اما اکنون با تورم بالاتر نیز مواجه می‌شود. به نظر می‌رسد که وضعیت اقتصادی دهه ۱۹۷۰ پیش‌بینی آن‌ها را به اثبات رسانده‌است.

### مدل‌های تعادل عمومی تصادفی پویا
تا حدودی به عنوان پاسخی به انتقاد لوکاس، اقتصاددانان دهه ۱۹۸۰ و ۱۹۹۰ شروع به ساخت مدل‌های کلان مبتنی بر انتخاب منطقی کردند که مدل‌های تعادل عمومی تصادفی پویا (DSGE) نامیده می‌شوند. این مدل‌ها با مشخص کردن مجموعه ای از عوامل فعال در اقتصاد، مانند خانوارها، بنگاه‌ها و دولت در یک یا چند کشور و همچنین ترجیحات، فناوری و محدودیت بودجه هر یک شروع می‌شوند. فرض بر این است که هر عامل با در نظر گرفتن قیمت‌ها و استراتژی‌های سایر کارگزاران، چه در دوره فعلی و چه در آینده، انتخاب بهینه خواهد کرد. با جمع‌بندی تصمیمات انواع مختلف کارگزاران، می‌توان قیمت‌هایی را نشان داد که برابر با تعادل عرضه و تقاضا در هر بازار هستند.

## ارجاع به بیرون
- مدل AD-AS کلاسیک و کینزی - یک مدل تعاملی آنلاین و اقتصادی از اقتصاد کانادا
- FAIRMODEL - مدل‌های ایالات متحده برای بارگیری
- JAMEL - یک مدل کلان مبتنی بر عامل تعاملی آنلاین و خطی